# Simon Gfeller
Simon Gfeller (* 8. April 1868 in Trachselwald; † 8. Januar 1943 in Sumiswald) war ein Emmentaler Lehrer und Mundartschriftsteller.

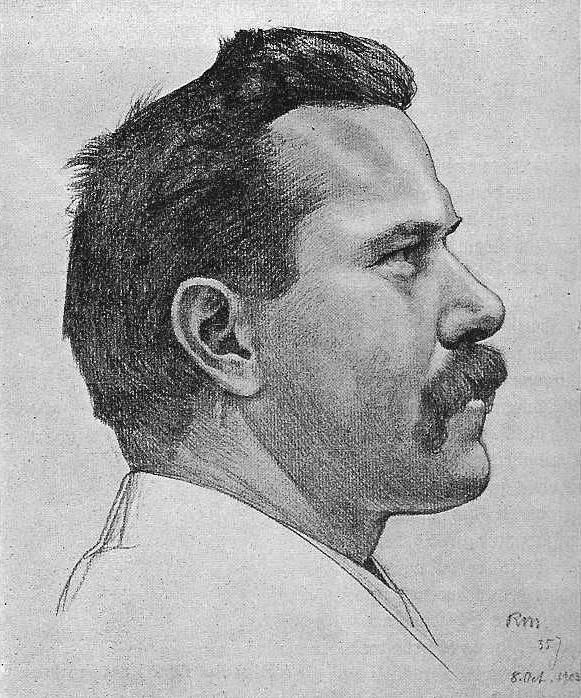
Simon Gfeller am 8. Oktober 1903, Porträt von Rudolf Münger

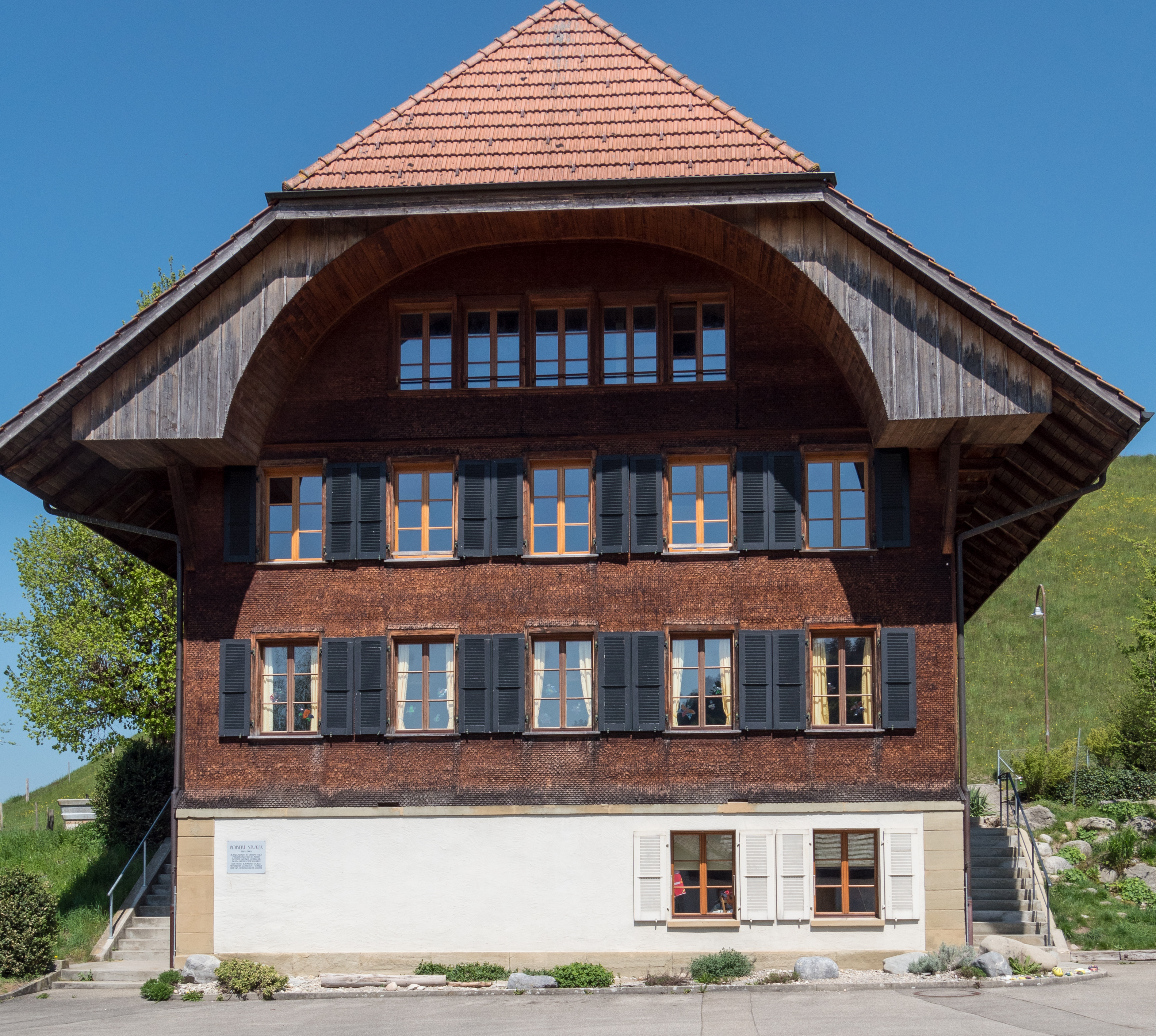
Altes Primarschulhaus Grünenmatt

## Leben
Geboren wurde Simon Gfeller im «Zuguet», einem Einzelhof, der zu der Berner Gemeinde Trachselwald gehörte. Er wuchs in einfachen bäuerlichen Verhältnissen auf. Im Schulhaus Thal im Dürrgraben (dem heutigen Heimisbach) besuchte er neun Jahre lang die Primarschule.
Ab 1884 absolvierte er die Ausbildung zum Lehrer am Seminar Hofwil bei Münchenbuchsee. 1887 begann er als Lehrer im Dorf Grünenmatt zu unterrichten. 1893 heiratete er Meta Gehrig, ebenfalls Lehrerin; zusammen hatten sie zwei Töchter und einen Sohn. 1896 wechselten er und seine Frau in die kleine Schule auf der Egg in Lützelflüh. Mehr als dreissig Jahre wirkte er dort als Lehrer. 1902 nahm er den einstigen Pfarrer und werdenden Volkstumforscher Emanuel Friedli vorübergehend in seinem Haus auf und half diesem beim Verfassen seines ersten Berner-Mundart-Bandes Lützelflüh. Die beiden wurden enge Freunde.
1910 erschien sein erstes Buch Heimisbach, ein Roman aus dem bäuerlichen Leben, in dem er unter anderem entschieden gegen die Trunksucht eintrat. Das Buch wurde ein grosser Erfolg. Es war der erste Roman im Emmentaler Dialekt. 1914 veröffentlichte er sein erstes schriftdeutsches Buch, die Geschichten aus dem Emmental. 1929 liess sich Gfeller pensionieren, um mehr Zeit zum Schreiben zu haben, und zog in ein neuerstelltes Haus an der Grabenhalde unterhalb des Schulhauses Egg.
1934 verlieh ihm die Universität Bern die Ehrendoktorwürde. Nach seinem Tod am 8. Januar 1943 wurde er neben den Gräbern von Jeremias Gotthelf und Emanuel Friedli an der Sonnenseite der Kirche von Lützelflüh beerdigt.

## Schaffen
In seinem Roman Heimisbach beschrieb Gfeller die Landschaft im südlichen Teil von Trachselwald so exakt, dass sich unschwer erkennen liess, dass es sich um die Landschaft Dürrgraben handelte. Am hundertsten Geburtstag des Dichters, 25 Jahre nach seinem Tod, änderte die Talschaft Dürrgraben deshalb ihren Namen offiziell in Heimisbach, um den beliebten und bekannten Dichter zu ehren.
Wie sein Vorbild, der ebenfalls in Lützelflüh wirkende Jeremias Gotthelf, beschrieb Gfeller in seinen Büchern das bäuerliche Leben detailreich und realistisch, jedoch ohne die grossen epischen Züge Gotthelfs, und mit wesentlich weniger moralisch-theologischen Exkursen. Dies dürfte mit ein Grund sein, dass Gfeller bereits zu Lebzeiten im Emmental wesentlich beliebter wurde als Gotthelf.
Neben dem in stadtbernischem Dialekt schreibenden Rudolf von Tavel wurde Gfeller zu einem der erfolgreichsten Mundartschriftsteller der Schweiz. Seine Werke werden immer wieder neu aufgelegt und sind in der Schweiz zu eigentlichen Longsellern geworden.
Die Simon-Gfeller-Stiftung führt das Dichtermuseum (die Simon-Gfeller-Gedenkstube) im alten Schulhaus Thal in Heimisbach. Zwischen 2016 und 2020 übergab die Stiftung den bis dahin von ihr betreuten Nachlass von Simon Gfeller der Burgerbibliothek Bern. Der Nachlass umfasst Manuskripte seiner Werke, Tagebücher, Korrespondenzen und persönliche Unterlagen.

## Werke

### Zu Lebzeiten veröffentlicht
- Heimisbach. Bilder u Bigäbenheiten us em Bureläbe. Francke, Bern 1910
- Geschichten aus dem Emmenthal, Bern 1914. Neuausgabe Hofenberg, Berlin 2020, ISBN 978-3-7437-3527-9
- Em Hag noh. Müschterli u Gschichten us em Ämmethal, Bern 1918
- Steinige Wege. Geschichten aus dem Bernbiet, Bern 1920
- Meieschössli. Gschichtli für jung un alt. Stab-Bücher Basel 1921
- Ämmegrund. Mundartgschichte, Bern 1927
- Drätti, Müetti u dr Chlyn. Bilder us myr Buebezyt, Bern 1931
- Der Abgott. E Gschicht us der Gägewart, Gute Schriften, Bern 1933 (Digitalisat)
- Seminarzyt. Chrütli u Uchrütli us eme Jugetgarte, Bern 1937
- Eichbüehlersch. E Wägstrecki Bureläbtig, Bern 1941
- Landbärner. Mundartgschichten u Müschterli, Bern 1942

### Theater
- Geld und Geist: emmentalisches Mundartschauspiel in 5 Aufzügen nach Jeremias Gotthelfs Erzählung. Francke, Bern 1910, überarbeitete Fassung 1925
- Hansjoggeli der Erbvetter: emmentalisches Mundartstück in 4 Aufzügen nach Jeremias Gotthelfs Erzählung. Francke, Bern 1918

### Postum veröffentlicht
- Vermächtnis. Aufzeichnungen aus seinen Tagebüchern. Hrsg. von Karl Uetz. Francke, Bern 1948
- Gesammelte Erzählungen in 10 Bänden. Francke, Bern 1952–57
  - Band 1: Em Hag no
  - Band 2: Eichbüehlersch, ISBN 3-305-00018-X
  - Band 3: Ämmegrund, ISBN 3-305-00019-8
  - Band 4: Landbärner, ISBN 3-305-00020-1
  - Band 5: Drätti, Müetti u der Chlyn, ISBN 3-305-00021-X
  - Band 6: Seminarzyt, ISBN 3-305-00022-8
  - Band 7: Heimisbach
  - Band 8: Geschichten aus dem Emmental, ISBN 3-305-00024-4
  - Band 9: Steinige Wege, ISBN 3-305-00025-2
  - Band 10: Unveröffentlichtes, Briefe, Vermächtnis. Hrsg. v. Werner Gfeller und Erwin Heimann, ISBN 3-305-00026-0
- Briefwechsel zwischen Simon Gfeller und Otto von Greyerz 1900–1939. Hrsg. v. Erwin Heimann. Francke, Bern 1957, ISBN 3-305-00027-9
- Simon Gfeller-Trilogie. Hrsg. von der Simon Gfeller-Stiftung (zeitgemäss illustrierte Bände mit ausgewählten Erzählungen, dazu Ausschnitten aus Tagebüchern, Briefen und Vorträgen des Dichters)
  - Band 1: Heimisbach. Bilder u Bigäbeheiten us em Bureläbe, 2001
  - Band 2: Lehre wärche u wyteri bärndütschi Gschichte us em Ämmitall, 2002
  - Band 3: Steinige Wege. Etwas, das im Emmental jedermann vor den Füssen liegt, 2003